# Língua jabo
A língua Jabo é um idioma Kru falado pelos Jabo da Libéria. Eles também foram conhecidos no passado como osGweabo.

## Classificação
Jabo faz parte do Grebo, codificado por "Ethnologue", mais especificamente num continuum de  dialeto da língua Grebo Meridional. No entanto, Jabo satisfaz os critérios ISO 639-3 para ser considerado um idioma individual:
- A pontuação em compartilhamento dee vocabulário principal para Jabo e Grebo é relatada como sendo 75%.[3]
- Os territórios políticos de Jabo e Grebo foram distintos, pelo menos desde a época da fundação de "Maryland (Libéria)".[4] Os dois povos estão atualmente em condados diferentes (o condado de Grand Kru e o condado de Maryland), e os Jabo reivindicam uma afinidade maior como o povo Kru do que com os Grebo.[5]
- A separação física das áreas de Jabo e Grebo pelo rio Deeah (Decoris) também é uma barreira eficaz para o intercâmbio social e o comércio.
- Os Jabo e os Grebo têm diferentes lendas de origem e, portanto, não têm identidade compartilhada.[6][7]
- Os Jabo são altamente etnocêntricos, e consideram-se uma nação com sua própria língua..[5]

Por outro lado, a interação comercial entre o povo Grebo, juntamente com a exogamia, produz amplo multilinguismo, ampliando a impressão de homogeneidade das variedades Grebo. Além disso, o objetivo da alfabetização é facilitado por uma abordagem unificacionalista das variantes.

## Fonologia

### Consoantes
|             | Bilabial | Dental | Alveolar | Palatal | Velar  | Labio-Velar |
| ----------- | -------- | ------ | -------- | ------- | ------ | ----------- |
| Surda       | p        |        | t        | c       | k      | k͡p          |
| Sonora      | b        |        | d        |         |        |             |
| Sussurrante | bʱ ⟨b⟩   |        | dʱ ⟨d⟩   | ɟʱ ⟨j⟩  | ɡʱ ⟨g⟩ | ɡ͡bʱ ⟨gb⟩    |
| Surda       | f        |        | s        | ʃ ⟨ṣ⟩   |        |             |
| Sussurrante | v̤ ⟨v⟩    |        | z̤ ⟨z⟩    | ʒ̤ ⟨ẓ⟩   |        |             |
| Nasal       | m        | n̪      | n        | ɲ ⟨ñ⟩   | ŋ      | ŋ͡m ⟨ŋm⟩     |
| Aproximante | w        |        | l        | j ⟨y⟩   |        |             |

As formas entre colchetes mostram a ortografia utilizada por Sapir / Herzog; outras formas são as mesmas.
Segmentos  [ʃ], [ʒ], [l] e  [n̪] provavelmente têm apenas status alofônico. A palavra inicial  [l] da palavra ocorre apenas em empréstimos do inglês. A nasal frontal ou "dentária" ocorre em apenas uma palavra, mas a palavra  [n̪a] que significa "possessivo" é muito comum.
Consoantes aqui chamadas de "sussurrante" são aquelas denominadas "enfáticas" por Sapir. As plosivas são aqui marcadas com um sobrescrito h com gancho ( [ʱ]), enquanto as continuantes são marcadas com um índice de subscrito. O uso contrastivo dessa característica define um isoglosso principal que separa Jabo de Glebo.

### Vogais
As vogais marcadas com um ponto subscrito são consideradas "escuras" ou "enfáticas". Isto é geralmente entendido como sendo devido a uma articulação com faringealização, uma vez que as consoantes "enfáticas" em línguas como o árabe também podem ser descritas como faringealizadas, seria fácil interpretar erroneamente o uso do termo "enfático" por Sapir para o Jabo, consoantes que têm voz sussurrante. Em Jabo, "escuras" e "enfático" aparentemente não estão relacionados, embora a possibilidade de constrição permaneça. Posição avançada da língua posição ou voz “faucalizada” (bocejante) também podem estar envolvidas. Essa última possibilidade pode tornar mais simples a racionalização da aparente marcação das vogais extremas  [u] e  [i], que se diz serem sempre "escuras.
As versões nasalizadas de  [ɛ̣], [ɔ̣], e  [ạ] foram percebidas, mas é duvidoso se essas tenham status fonêmico. Uma vez que as articulações envolvidas são, provavelmente, mutuamente exclusivas (palatal e faríngeal), e uma vez que parecem contribuir com componentes auditivos semelhantes (nasalização e "turvação"), são mais propensas a serem alofones resultantes de assimilação. Sapir era um excelente foneticista, de modo que suas transcrições podem ser estritamente precisas, qualquer que seja sua implicação fonológica. No caso de Herzog ou Blooah, suspeita-se que possa ter havido uma tentativa de normalização pelos transcritores. Isso, no entanto, dá uma aparência de harmonia vocálica à fonologia de Jabo.
|              | Anterior | Anterior | Anterior  | Cental | Cental | Cental    | Posterior | Posterior | Posterior |
| ------------ | -------- | -------- | --------- | ------ | ------ | --------- | --------- | --------- | --------- |
|              | Plana    | Nasal    | Faringeal | Plana  | Nasal  | Faringeal | Plana     | Nasal     | Faringeal |
| Fechada      | i        | ĩ        |           |        |        |           | u         | ũ         |           |
| Meio-fechada | e        | ẽ        | ẹ         | o      | õ      | ọ         |           |           |           |
| Meio-aberta  | ɛ        | ɛ̃        | ɛ̣         | ɔ      | ɔ̃      | ɔ̣         |           |           |           |
| Aberta       |          |          |           | a      | ã      | ạ         |           |           |           |

As nasais silábicas  [m̩] e  [n̩] também ocorrem. Relacionado a isso está um fenômeno de pré-nasalização denominado "anacrusis" por Sapir por analogia com o termo de métrica. É provavelmente melhor explicado sistematicamente por uma nasal silábica subjacente, uma vez que ocorre com algumas aproximantes, bem como com voz plosiva.

### Tons
Conforme a análise de Sapr, Jabo é considerado como tendo quatro distintos níveis fonêmicos de afinação (ou tom) com registros de contorno independentes do tipo fonação ou articulação da supra-glote. Além disso, semivogais curtas de mono-  mora de qualquer registro variando para qualquer outro registro eram fonotaticamente possíveis. Isso significava que poderia haver dezesseis tons distintos, segmentalmente - monossílabos curtos idênticos com contornos de tom significativos - mais ainda se longas sílabas fossem admitidas. Os tipos de palavras não-incomuns  CVː (CVV) e CVCV poderiam potencialmente ter 256 possíveis contornos prosódicos, cada um com um significado de diferente em dicionários para os mesmos três ou quatro segmentos.
Sapir criou um sistema de "letras de tom" para especificar o tom, mas elas são inconvenientes para compor e não estão incluídas no inventário Unicode. A convenção comum para as línguas Kru é marcar o tom com o número do som sobrescrito ou sobrescrito seguindo a vogal, com 1 denotando o registro mais alto. Eles também podem ser transcritos no IPA com tons ou diacríticos. O tom padrão do idioma, no tom Jabo 2, geralmente é deixado sem marcação em um sistema diacrítico. Como exemplo, use a palavra  [ɟʱɑbo] "povo Jabo, que é o tom 2. Para fins de alfabetização, é provável que algum sistema de diacríticos seja preferível.
 
Muito baixo

|        | Nível  | Semivogais | Semivogais | Semivogais |
| ------ | ------ | ---------- | ---------- | ---------- |
| Alto   | a₁ [á] | (a₁₂)      | (a₁₃)      | (a₁₄)      |
| Médio  | a₂ [a] | a₂₁        | (a₂₃)      | (a₂₄)      |
| Baixo  | a₃ [à] | a₃₁        | a₃₂        | (a₃₄)      |
| a₄ [ȁ] | a₄₁    | a₄₂        | a₄₃        |            |

Tons de contorno decrescentes (entre parênteses) são muito raros. Onde eles ocorrem, eles parecem imitar outras línguas ou dialetos.ref name="Herzog"/>

## Implicações da evidência para teoria da linguística
A importação de forma metalinguística do repertório tonêmico de Jabo torna-se aparente quando se tenta selecionar características fonológicas para representar os tons, sejam elas binárias ou de mais elementos. Isso, por sua vez, tem implicações para a linguística universal. No entanto, existe a possibilidade de que a análise de Sapir seja super-diferenciada (isto é, a transcrição é muito "estrita" para reivindicar o status de tonema.
Esse sistema tonal implica num nível extremamente alto de carga funcional suportada pelos tons na língua. Como tal, tem sido muito citado ao longo dos anos por vários teóricos influentes no campo da fonologia, como Trubetskoy e outros.
Uma situação similar existe no espaço vocálico postulado pela análise de Sapir. Desde a posição da língua e mandíbula, nasalização e faringealização são todos significativos nesse modelo, pois o espaço vocálico é superlotado, com 19 a 22 possíveis vogais, sem contar ditongos ou vogais longas.
As consoantes enfáticas de Jabo já foram pensadas como um exemplo do surgimento de uma série de consoantes implosivas. Atualmente, não parece haver nenhuma evidência para sugerir isso.

## Alfabetização e educação
O Glebo (Grebo da costa) teve possivelmente a história literária mais antiga de qualquer variedade de fala na área de Cape Palmas, datando da época dos esforços missionários associados a Chefes Coloniais de Maryland na África. No entanto, Jabo, em vez de Glebo, foi proposto pela pesquisa SIL  como base de uma unificação da ortografia e da pronúncia para as variedades de fala do grupo Grebo Merdional, apesar do prestígio e precedência do Glebo.
Essa escolha pode ser devida à preservação de Jabo de uma série de características "arcaicas" da proto-língua, se é que a fonologia altamente diferenciada reflete um estágio comum de desenvolvimento. O princípio pedagógico seria  com base em que é mais fácil ensinar em grupos heterogêneos a partir de um sistema de escrita diferenciado (para uma variedade na qual o contraste foi mesclado) do que o contrário. Os alunos que falam a variedade menos diferenciada precisam aprender apenas a ignorar as distinções "supérfluas" como homônimos heterográficos, em vez de memorizar numerosos, aparentemente aleatórios homógrafos heterofônicos.